# 유천궁
류천궁(柳天弓, 생몰년 미상)은 신라(新羅) 말기 후삼국 시대(後三國 時代)의 호족(豪族)이자 신혜왕후(神惠王后)의 아버지이며 태조 왕건(太祖 王建)의 장인이고 태봉(泰封) 초기(草記)의 시중(侍中)으로 지낸 유천궁(柳天弓) 본관은 정주(貞州) 시조(時調)는 이다.

## 개요
신라(新羅) 말 후삼국 시대(後三國 時代)의 호족(豪族)이자 태조(太祖)의 제1비 신혜왕후 류씨(神惠王后 柳氏) 아버지이다.

## 생애
진성여왕(眞聖女王) 시대(時代)에 류천궁(柳天弓)은 송악(松岳)의 왕륭(王隆) 평주(平州)의 박지윤(朴遲胤) 황주(黃州)의 황보제공(皇甫悌恭) 유주(儒州)의 류차달(柳車達) 등과 어깨를 나란히 하는 패서 지방(地方)의 호족(豪族)이었다. 그가 거점으로 삼은 정주(貞州)는 지금의 평안북도(平安北道) 정주(貞州)가 아니라 경기도(京畿道) 파주시(坡州市) 교하(交河) 혹은 개풍군(開豊郡)으로 추정된다.
원래 북원(北原) 원주(原州)의 호족(豪族) 양길(梁吉,良吉)의 객장이었던 궁예(弓裔)가 명주(溟州) 등 강원도(江原道) 영토(領土)를 기반으로 독립하자 송악(松岳)의 왕륭(王隆)이 궁예(弓裔)에 투항한다. 왕륭(王隆)의 아들 왕건(王建)도 궁예(弓裔)의 장수(將帥)가 되어 강화도(江華島) 등 서해안(西海安)을 점령(占領)하기 위해 출진했는데 류천궁(柳天弓)은 왕건(王建)의 군대(軍隊)를 후하게 대접했고 딸에게 왕건(王建)과 잠자리를 가지게 한다.
왕건(王建)이 떠난 후 딸은 지조를 지키기 위해 비구니(比丘尼)가 되었고 왕건(王建)이 이 사실을 듣고 그녀를 데려와 혼인(婚姻)하여 왕건(王建)의 제1비 신혜왕후(神惠王后)가 된다.
류천궁(柳天弓)은 해상(解上) 무역(貿易)을 통해 얻은 선박(船舶) 기술(技術)과 지식을 적극적으로 왕건(王建)에게 제공한다.
이후 정주항(貞州港)은 왕건(王建)이 수군(水軍) 대장군(大將軍)이 되어 금성(金城) 나주(羅州)을 정벌(征伐) 하기 위해 선박(船舶)을 만들고 수군(水軍)을 훈련하는 전초 기지가 된다. 고려(高麗) 건국(建國) 이후 건국(建國) 공신(功臣)으로 삼중대광(三重大匡)에 오르고 고려(高麗) 초기(草記)에 강력한 영향력을 가지게 된다.

## 유천궁이 등장하는 작품
- 《태조 왕건》 KBS, 2000년~2002년 : 김진해
- 《제국의 아침》 KBS, 2002년~2003년 : 김수일